# Szíria az 1988. évi nyári olimpiai játékokon
Szíria a dél-koreai Szöulban megrendezett 1988. évi nyári olimpiai játékok egyik részt vevő nemzete volt. Az országot az olimpián 4 sportágban 13 sportoló képviselte, akik érmet nem szereztek.

## Atlétika
Férfi
| Versenyző        | Versenyszám   | Selejtező | Selejtező | Döntő    | Döntő    |
| Versenyző        | Versenyszám   | Eredmény  | Helyezés  | Eredmény | Helyezés |
| ---------------- | ------------- | --------- | --------- | -------- | -------- |
| Hafez El-Hussein | Gerelyhajítás | 63,34 m   | 36.       | kiesett  | kiesett  |

## Birkózás
Kötöttfogású
| Versenyző        | Versenyszám | Vigaszágas kiesés | Vigaszágas kiesés | Helyosztók        | Helyosztók                  | Bronz- mérkőzés   | Döntő             | Helyezés    |
| Versenyző        | Versenyszám | Vigaszágas kiesés | Vigaszágas kiesés | 7. helyért        | 5. helyért                  | Bronz- mérkőzés   | Döntő             | Helyezés    |
| Versenyző        | Versenyszám | Ellenfél Eredmény | Hely.             | Ellenfél Eredmény | Ellenfél Eredmény           | Ellenfél Eredmény | Ellenfél Eredmény | Helyezés    |
| ---------------- | ----------- | --- | ----------------- | ----------------- | --------------------------- | ----------------- | ----------------- | ----------- |
| Khaled El-Farej  | 48 kg       | B csoport · Víctor Hugo Capacho (COL) · kétvállas · Məhəddin Allahverdiyev (URS) · 4–16 · Kvon Dogjong (Gwon Deog-Yong) (KOR) · 8–5 · Andrzej Głąb (POL) · 5–10 | 3.                |                   | Markus Scherer (FRG) · 16–6 |                   |                   | 5.          |
| Zouheir Hory     | 68 kg       | A csoport · Herminio Hidalgo (PAN) · passzivitás · Francisco Barcia (ESP) · 15–0 · Morten Brekke (NOR) · passzivitás                                            | 9.                | kiesett           | kiesett                     | kiesett           | kiesett           | helyezetlen |
| Zouheir Al-Balah | 74 kg       | A csoport · Kim Jongnam (Kim Yeong-Nam) (KOR) · 0–8 · Itó Hiromicsi (JPN) · passzivitás                                                                         | 8.                | kiesett           | kiesett                     | kiesett           | kiesett           | helyezetlen |

Szabadfogású
| Versenyző           | Versenyszám | Vigaszágas kiesés | Vigaszágas kiesés | Helyosztók        | Helyosztók        | Bronz- mérkőzés   | Döntő             | Helyezés    |
| Versenyző           | Versenyszám | Vigaszágas kiesés | Vigaszágas kiesés | 7. helyért        | 5. helyért        | Bronz- mérkőzés   | Döntő             | Helyezés    |
| Versenyző           | Versenyszám | Ellenfél Eredmény | Hely.             | Ellenfél Eredmény | Ellenfél Eredmény | Ellenfél Eredmény | Ellenfél Eredmény | Helyezés    |
| ------------------- | ----------- | --- | ----------------- | ----------------- | ----------------- | ----------------- | ----------------- | ----------- |
| Mohamed El-Messouti | 48 kg       | B csoport · 1. fordulóban erőnyerő · Alfredo Marcuño (ESP) · 10–3 · Tim Vanni (USA) · 1–13 · Kobajasi Takasi (JPN) · 0–15                                                        | 5.                | kiesett           | kiesett           | kiesett           | kiesett           | helyezetlen |
| Amar Wattar         | 68 kg       | A csoport · Edmundo Ichillumpa (PER) · 17–2 · Gustavo Manzur (ESA) · 16–3 · Mohamed El-Khodary (EGY) · 14–3 · Amir Reza Khadem Azgadhi (IRI) · 1–17 · Jukka Rauhala (FIN) · 0–12 | 6.                | kiesett           | kiesett           | kiesett           | kiesett           | helyezetlen |
| Mohamed Zayar       | 82 kg       | B csoport · Ubaldo Rodríguez (PUR) · 11–0 · Martin Doyle (GBR) · 6–1 · Victor Kodei (NGR) · 1–7 · Jouni Ilomäki (FIN) · passzivitás                                              | 7.                | kiesett           | kiesett           | kiesett           | kiesett           | helyezetlen |
| Ahmad Al-Shamy      | 90 kg       | B csoport · Kim Theu (Kim Tae-U) (KOR) · 2–8 · Bakary Sanneh (GAM) · kétvállas · Maharbek Hadarcev (URS) · kétvállas                                                             | 7.                | kiesett           | kiesett           | kiesett           | kiesett           | helyezetlen |
| Dennis Atiyeh       | 130 kg      | B csoport · Davit Gobedzsisvili (URS) · 0–17 · 2. fordulóban erőnyerő · Atanasz Atanaszov (BUL) · 0–15                                                                           | 5.                | kiesett           | kiesett           | kiesett           | kiesett           | helyezetlen |

## Ökölvívás
| Versenyző          | Versenyszám  | Selejtező                           | 32-es főtábla             | Nyolcaddöntő      | Negyeddöntő       | Elődöntő          | Döntő             | Helyezés |
| Versenyző          | Versenyszám  | Ellenfél Eredmény                   | Ellenfél Eredmény         | Ellenfél Eredmény | Ellenfél Eredmény | Ellenfél Eredmény | Ellenfél Eredmény | Helyezés |
| ------------------ | ------------ | ----------------------------------- | ------------------------- | ----------------- | ----------------- | ----------------- | ----------------- | -------- |
| Mohamed Haddad     | Papírsúly    | erőnyerő                            | Maurice Maina (KEN) · 1:4 | kiesett           | kiesett           | kiesett           | kiesett           | 17.      |
| Hamed Halbouni     | Légsúly      | Johnny Bredahl Johansen (DEN) · RSC | Andy Agosto (PUR) · 0:5   | kiesett           | kiesett           | kiesett           | kiesett           | 17.      |
| Ahmad Mayez Khanji | Kisváltósúly | erőnyerő                            | Lars Myrberg (SWE) · 1:4  | kiesett           | kiesett           | kiesett           | kiesett           | 17.      |

RSC – a mérkőzésvezető megállította a mérkőzést

## Súlyemelés
| Versenyző     | Versenyszám | Szakítás | Szakítás | Lökés    | Lökés    | Összesen | Helyezés |
| Versenyző     | Versenyszám | Eredmény | Helyezés | Eredmény | Helyezés | Összesen | Helyezés |
| ------------- | ----------- | -------- | -------- | -------- | -------- | -------- | -------- |
| Mohamed Fayad | 90 kg       | 135,0    | 19.      | 185,0    | 10.      | 320,0    | 15.      |